# Boyanup
Boyanup – miasto w Australii, w stanie Australia Zachodnia.